# Szczepanów (Lubusz)
Szczepanów (Duits: Zeipau) is een dorp in het Poolse woiwodschap Lubusz, in het district Żagański. De plaats maakt deel uit van de gemeente Iłowa.